# Domek z kart (песма)
Domek z kart сингл пољске певачице Наталије Шредер са њеног деби студијског албума под називом Natinterpretacje. Сингл је објављен 24. јуна 2016. године.
Композиција је заузела 19. место на  AirPlay – Top, листи, најчешће пуштане песме на пољским радио станицама.

## Порекло песме и историјат њеног издања
Песму су написали и компоновали Конрад Билински, Марцин Горецки и Наталија Шредер.
Сингл је објављен у дигиталном формату за преузимање 24. јуна 2016. године у Пољској преко издавачке куће Warner Music Poland.. Композиција је уврштена на деби студијски албум Наталија Шредер - Natinterpretacje

## Песма на радио станицама
Снимак је заузео 19. место на AirPlay – Top листи, најчешће пуштане песме на пољским радио станицама.

## Музички спот
За песму је направљен музички спот, у режији Даријуша Шермановића, који је стављен на располагање на дан премијере сингла преко YouTube.

## Награде и номинације
| Година | Земља  | Награда      | Исход   |
| ------ | ------ | ------------ | ------- |
| 2017   | Пољска | Златни запис | 10 000+ |

| Година | Земља  | Топ листа     | Највиша позиција |
| ------ | ------ | ------------- | ---------------- |
| 2016   | Пољска | AirPlay – Top | 19               |